# The long hum
The long hum (De lange adem) is een artistiek kunstwerk in Amsterdam-Zuid.

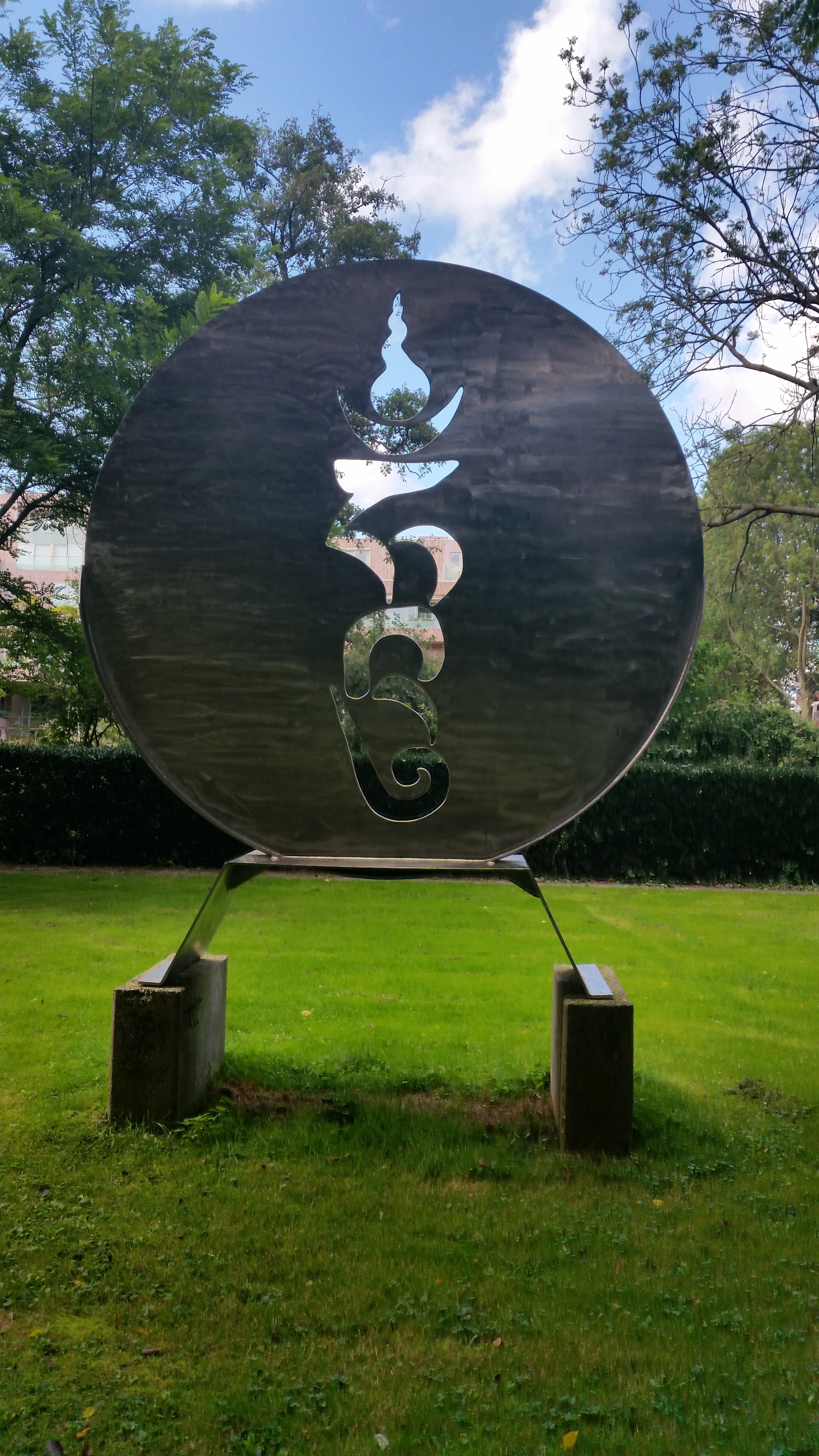
The long hum (september 2019)

Theo Niermeijer beeldde in het werk de laatste lettergreep (hum) af van Om mani padme hum. In zijn kunstwerk uit 1969 spaarde hij die uit in een roestvast stalen schijf in gongvorm met een straal van 1,50 meter geplaatst in een houder, die op twee betonnen sokkels op een betonnen grondplaat staat. Simon Vinkenoog, in 1981 een reeks artikelen over kunst schrijvend het NRC Handelsblad, vroeg aan Niermeijer of hij wist wat de bezichtigers van dit beeld zouden denken. Niermeijer antwoordde dat er een grote kans was dat de voorbijlopende mensen in het geheel niets ervoeren bij dit beeld. Hij raadde hen aan het te zien als een vorm van exorcisme dan wel het weren van het kwaad.
De schijf werd per helikopter op zijn plaats gezet.

Mantra Om mani padme hum Het laatste karakter)

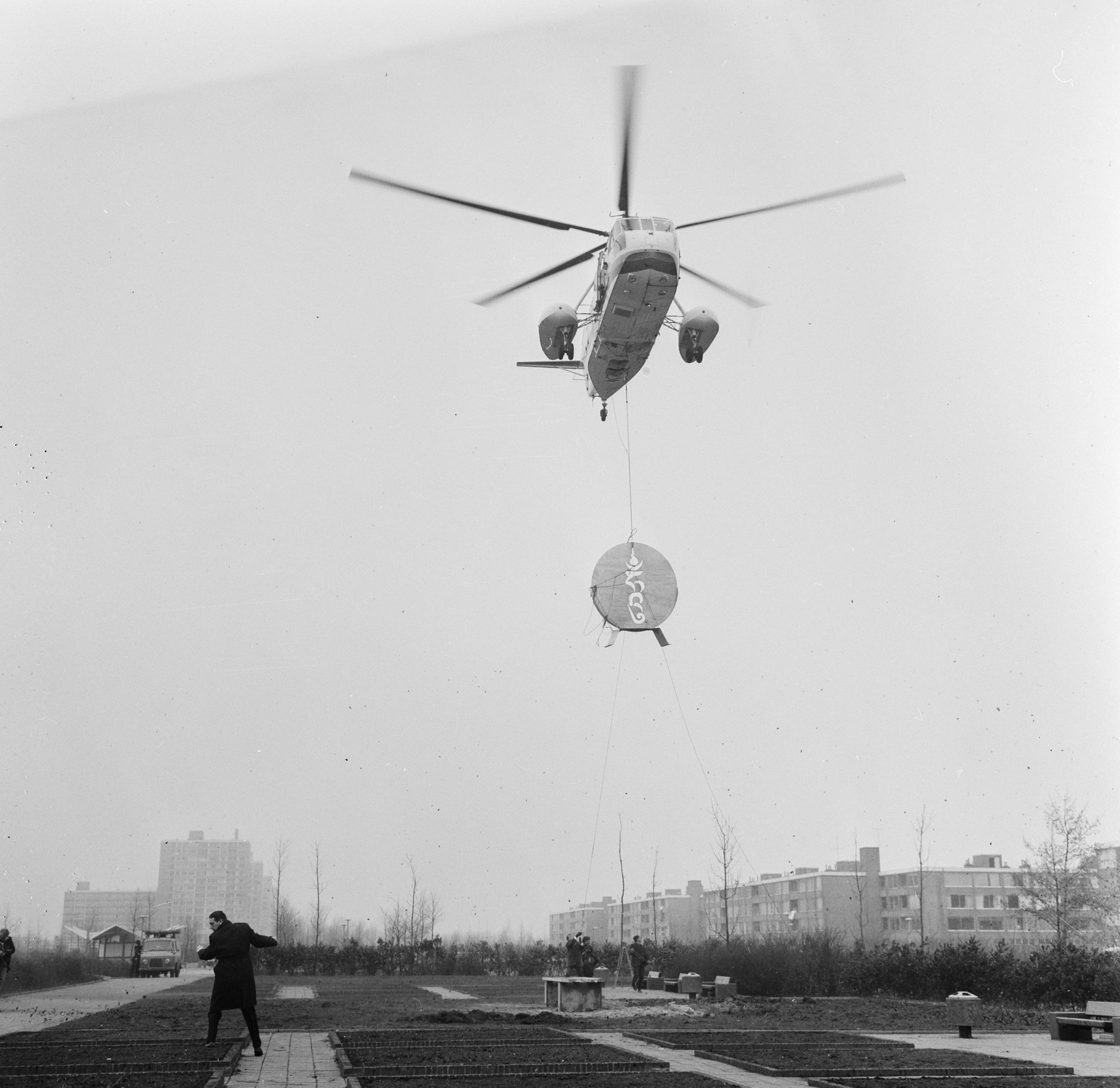
"The Long Hum", hangend aan helikopter, 7 maart 1969